# Underbarrow and Bradleyfield
Underbarrow and Bradleyfield – civil parish w Anglii, w Kumbrii, w dystrykcie (unitary authority) Westmorland and Furness. W 2011 civil parish liczyła 330 mieszkańców.